# Daigny
Cet article possède un paronyme, voir Dagny.
Daigny est une commune française située dans le département des Ardennes, en région Grand Est.

## Géographie

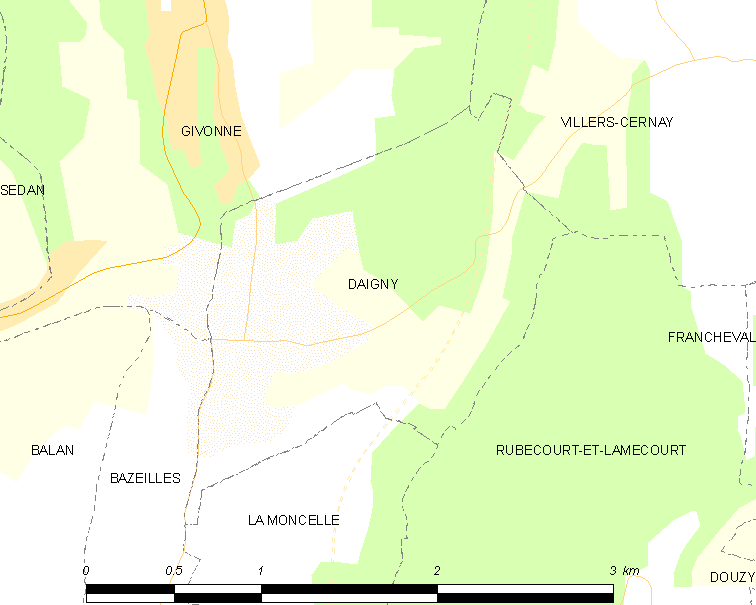
Daigny et les communes environnantes.

| Givonne   |             | Villers-Cernay (commune déléguée de Bazeilles)         |
|           | Daigny      |                                                        |
| Bazeilles | La Moncelle | Rubécourt-et-Lamécourt (commune déléguée de Bazeilles) |

### Localisation
Village situé dans le nord-est du département des Ardennes, à cinq kilomètres à l'est de Sedan et à neuf kilomètres de la frontière franco-belge.
La commune est traversée par la route nationale 58, voie express qui relie La Moncelle à Bouillon en Belgique.

### Hydrographie
La commune est dans le bassin versant de la Meuse au sein du bassin Rhin-Meuse. Elle est drainée par le ruisseau de la Givonne,.
Le ruisseau de la Givonne, d'une longueur de 16 km, prend sa source dans la commune de La Chapelle et se jette  dans la Meuse à Bazeilles, après avoir traversé six communes.

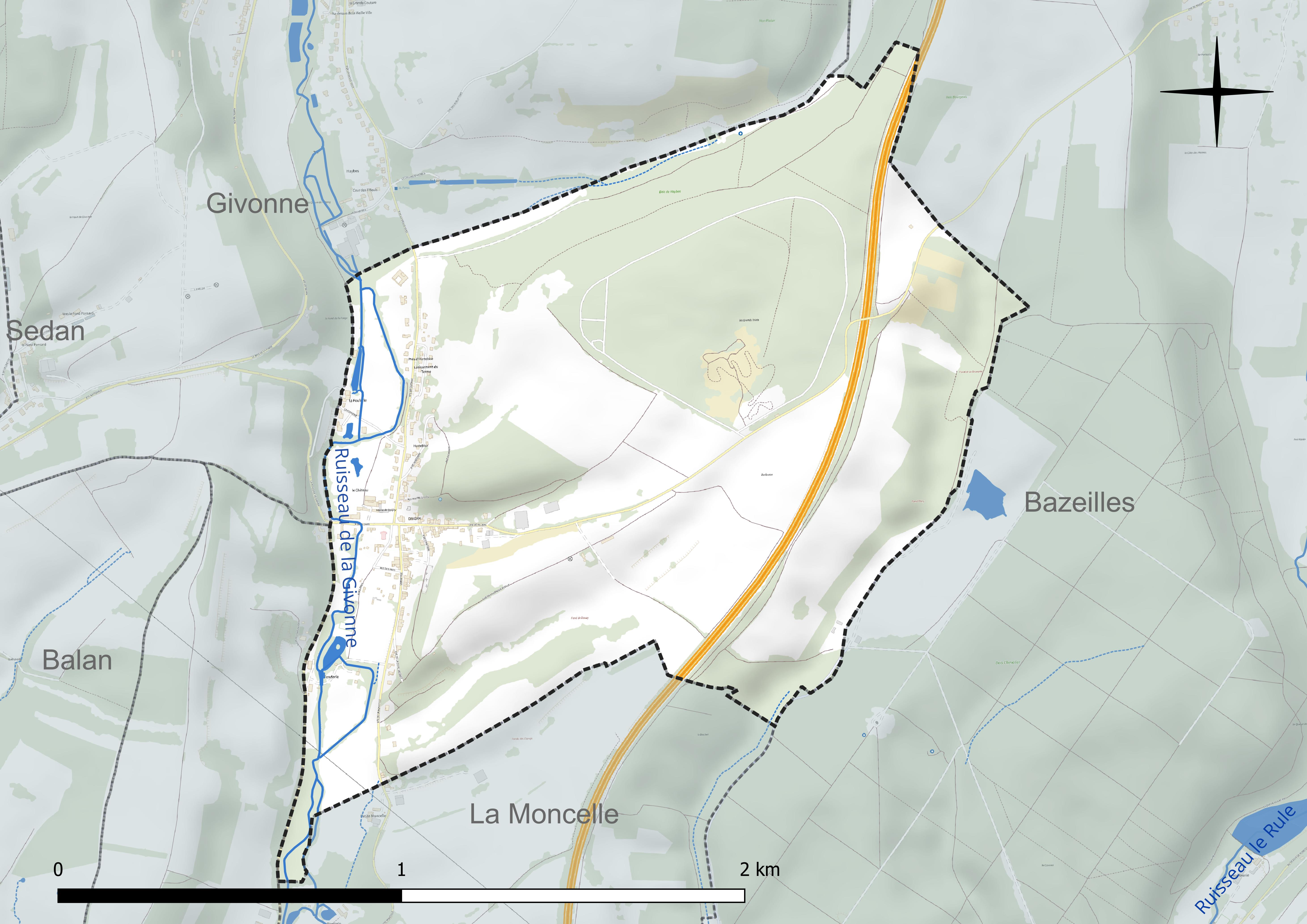
Réseau hydrographique de Daigny.

### Climat
Pour des articles plus généraux, voir Climat du Grand Est et Climat des Ardennes.
En 2010, le climat de la commune est de type climat de montagne, selon une étude du Centre national de la recherche scientifique s'appuyant sur une série de données couvrant la période 1971-2000. En 2020, Météo-France publie une typologie des climats de la France métropolitaine dans laquelle la commune est exposée à un climat océanique altéré et est dans la région climatique Lorraine, plateau de Langres, Morvan, caractérisée par un hiver rude (1,5 °C), des vents modérés et des brouillards fréquents en automne et hiver.
Pour la période 1971-2000, la température annuelle moyenne est de 9,7 °C, avec une amplitude thermique annuelle de 15,7 °C. Le cumul annuel moyen de précipitations est de 966 mm, avec 13,9 jours de précipitations en janvier et 9,7 jours en juillet. Pour la période 1991-2020, la température moyenne annuelle observée sur la station météorologique de Météo-France la plus proche, « Douzy », sur la commune de Douzy à 5 km à vol d'oiseau, est de 10,5 °C et le cumul annuel moyen de précipitations est de 857,0 mm. 
La température maximale relevée sur cette station est de 40,3 °C, atteinte le 25 juillet 2019 ; la température minimale est de −14,8 °C, atteinte le 3 janvier 2004,,.
Les paramètres climatiques de la commune ont été estimés pour le milieu du siècle (2041-2070) selon différents scénarios d'émission de gaz à effet de serre à partir des nouvelles projections climatiques de référence DRIAS-2020. Ils sont consultables sur un site dédié publié par Météo-France en novembre 2022.

## Urbanisme

### Typologie
Au 1er janvier 2024, Daigny est catégorisée commune rurale à habitat dispersé, selon la nouvelle grille communale de densité à 7 niveaux définie par l'Insee en 2022.
Elle est située hors unité urbaine. Par ailleurs la commune fait partie de l'aire d'attraction de Sedan, dont elle est une commune de la couronne,. Cette aire, qui regroupe 31 communes, est catégorisée dans les aires de moins de 50 000 habitants,.

### Occupation des sols
L'occupation des sols de la commune, telle qu'elle ressort de la base de données européenne d’occupation biophysique des sols Corine Land Cover (CLC), est marquée par l'importance des territoires agricoles (61,9 % en 2018), en augmentation par rapport à 1990 (59,1 %). La répartition détaillée en 2018 est la suivante : 
forêts (38,1 %), terres arables (27,6 %), zones agricoles hétérogènes (26,7 %), prairies (7,6 %). L'évolution de l’occupation des sols de la commune et de ses infrastructures peut être observée sur les différentes représentations cartographiques du territoire : la carte de Cassini (XVIIIe siècle), la carte d'état-major (1820-1866) et les cartes ou photos aériennes de l'IGN pour la période actuelle (1950 à aujourd'hui).

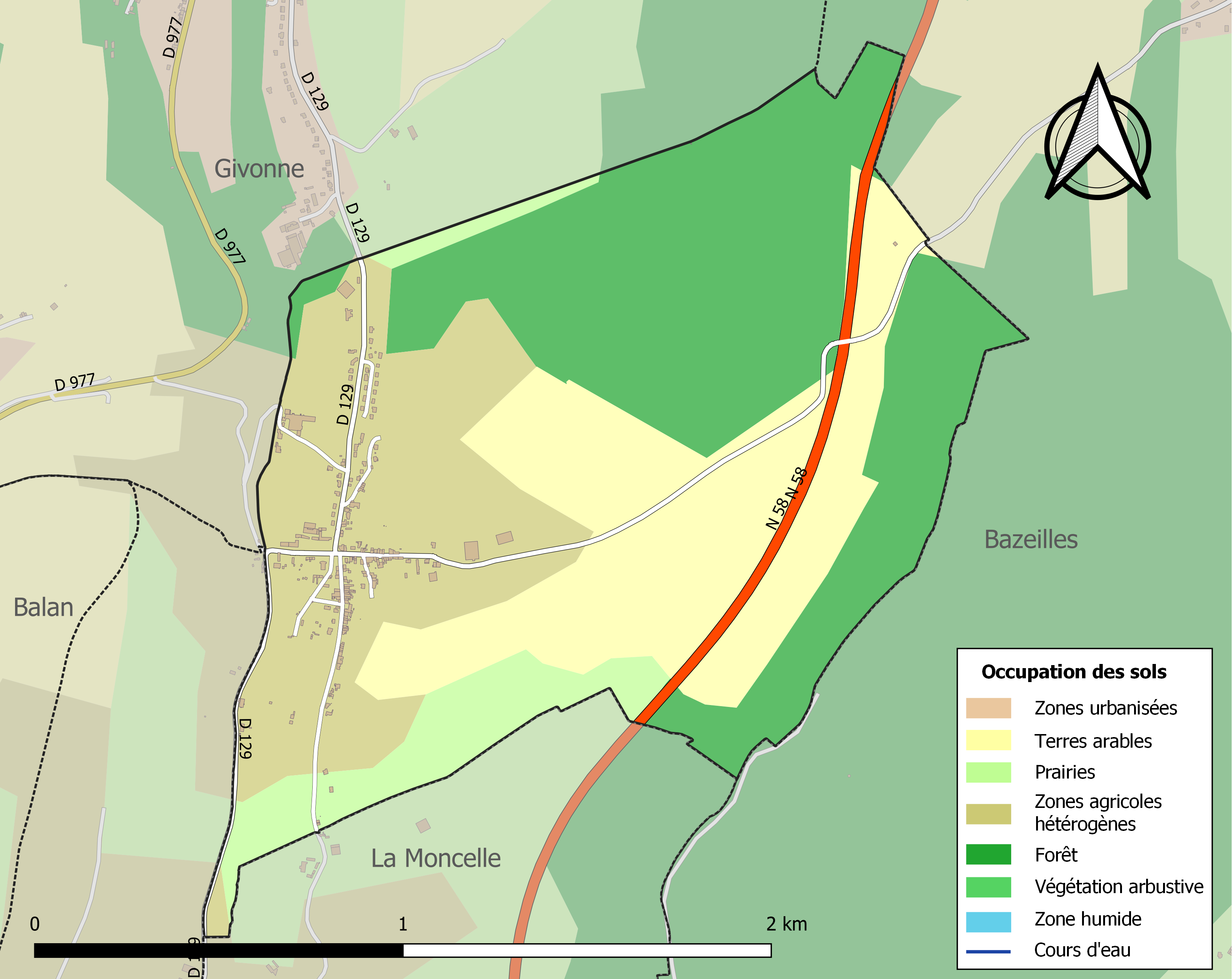
Carte des infrastructures et de l'occupation des sols de la commune en 2018 (CLC).

## Histoire

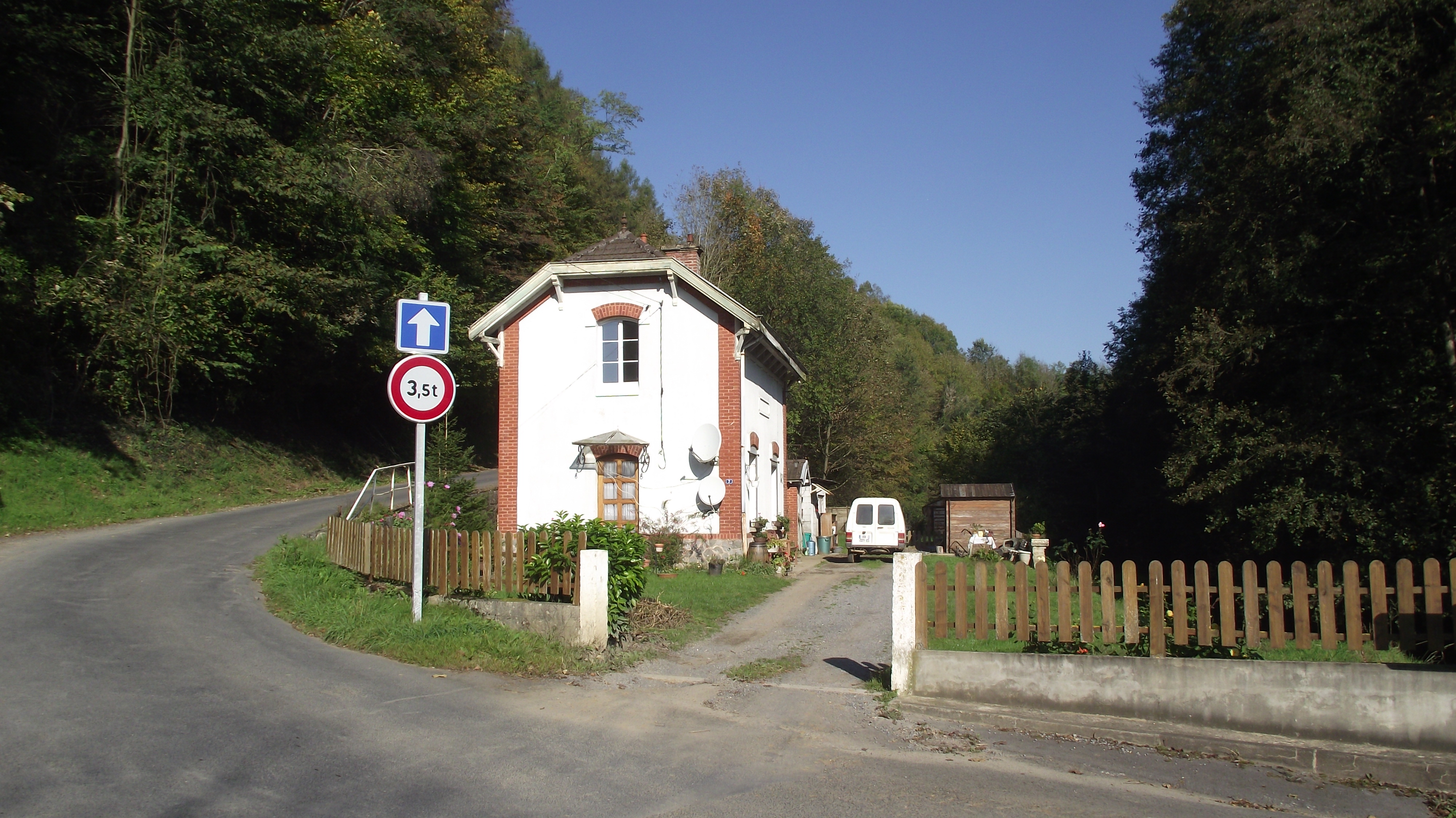
L'ancienne gare de Daigny.

De 1560 à 1642, Daigny fait partie de la principauté de Sedan.
Le village a été desservi par la ligne de chemin de fer secondaire à voie métrique de Sedan à la frontière belge (Corbion), l'une des lignes  des chemins de fer départementaux des Ardennes (CA), qui a été mise en service en juillet 1910. Ce réseau atteignit 342 km à son maximum. L'avenue de la Gare rappelle ce passé.

## Politique et administration

### Rattachements administratifs et électoraux
La commune se trouve depuis 1942 dans l'arrondissement de Sedan du département des Ardennes. Pour l'élection des députés, elle fait partie depuis 2012 de la troisième circonscription des Ardennes.
Elle faisait partie de 1801 à 1973 du canton de Sedan-Sud, année où elle intègre le canton de Sedan-Est. Dans le cadre du redécoupage cantonal de 2014 en France, la commune est désormais rattachée au canton de Sedan-3.

### Intercommunalité
La commune faisait partie de la communauté de communes du Pays sedanais, créée fin 2000.
Celle-ci fusionne avec ses voisines pour former, le 1er janvier 2014, la communauté d'agglomération dénommée Ardenne Métropole, dont est désormais membre Daigny.

### Liste des maires
| Période                                  | Période   | Identité            | Étiquette | Qualité                    |
| ---------------------------------------- | --------- | ------------------- | --------- | -------------------------- |
| Les données manquantes sont à compléter. |           |                     |           |                            |
| avant 1981                               | ?         | Raoul Moulu         |           |                            |
| 1995                                     | juin 2020 | Jean-Claude Schuber |           |                            |
| juin 2020                                | En cours  | Marie-Ange Etienne  |           | Retraité de l'enseignement |

## Démographie
L'évolution du nombre d'habitants est connue à travers les recensements de la population effectués dans la commune depuis 1793. Pour les communes de moins de 10 000 habitants, une enquête de recensement portant sur toute la population est réalisée tous les cinq ans, les populations de référence des années intermédiaires étant quant à elles estimées par interpolation ou extrapolation. Pour la commune, le premier recensement exhaustif entrant dans le cadre du nouveau dispositif a été réalisé en 2008.

En 2022, la commune comptait 358 habitants, en évolution de +2,29 % par rapport à 2016 (Ardennes : −2,97 %, France hors Mayotte : +2,11 %).
| 1793 | 1800 | 1806 | 1821 | 1831 | 1836 | 1841 | 1846 | 1851 |
| ---- | ---- | ---- | ---- | ---- | ---- | ---- | ---- | ---- |
| 386  | 272  | 279  | 374  | 429  | 569  | 540  | 573  | 589  |

| 1866 | 1872 | 1876 | 1881 | 1886 | 1891 | 1896 | 1901 | 1906 |
| ---- | ---- | ---- | ---- | ---- | ---- | ---- | ---- | ---- |
| 574  | 600  | 581  | 610  | 510  | 520  | 446  | 384  | 415  |

| 1911 | 1921 | 1926 | 1931 | 1936 | 1946 | 1954 | 1962 | 1968 |
| ---- | ---- | ---- | ---- | ---- | ---- | ---- | ---- | ---- |
| 425  | 384  | 382  | 367  | 356  | 258  | 328  | 347  | 371  |

| 1975 | 1982 | 1990 | 1999 | 2006 | 2008 | 2013 | 2018 | 2022 |
| ---- | ---- | ---- | ---- | ---- | ---- | ---- | ---- | ---- |
| 367  | 361  | 384  | 352  | 354  | 355  | 355  | 348  | 358  |

## Lieux et monuments
- Monument de la guerre 1939-1945, un engin blindé de reconnaissance français monté sur pneumatiques trône sur la place de la commune. Il s'agit d'un engin du 12e régiment de chasseurs à cheval, dissous en 1984 et dont le terrain de manœuvre se trouvait sur le territoire de Daigny[22].
- L'ancienne foulerie, 3 rue de la Foulerie, établie en bordure de la Givonne, à proximité d'un bassin de retenue aujourd'hui asséché et qui était l'une des quatre annexes de la Manufacture du Dijonval. Le site du XIXe siècle est racheté en 1963 par l'ACEMA (Atelier de construction électro-mécanique Ardennes), entreprise de mécano-soudure et tôlerie[23].
- Église Saint-Lambert de Daigny.

### Personnalités liées à la commune
- Jean-François Clouet (1757-1801), chimiste et métallurgiste, y établit, durant la période révolutionnaire, une industrie métallurgique.

### Héraldique
| Blason de Daigny | Blason  | De pourpre à la cotice ondée d’argent accompagnée en chef d'un papillon d'or miraillé d'azur et de sable et en pointe d'un manteau de sable bordé d'or et doublé d'azur sur lequel broche une épée aussi d'argent garnie aussi d'or. |
| Blason de Daigny | Détails | Le statut officiel du blason reste à déterminer. |